# كارين لورد
كارين لورد (بالإنجليزية: Karen Lord) (22 مايو 1968 في باربادوس)؛ روائية باربادوسية.